# Marchand de sommeil
Ne doit pas être confondu avec Marchand de sable.
 (juin 2023).
Un marchand de sommeil est un bailleur qui réalise un profit anormal en fournissant un hébergement dans des conditions indécentes en abusant de la faiblesse des occupants,,.
En 2018, le secrétaire d’État auprès du Ministre de la Cohésion des territoires, Julien Denormandie qualifie ceux-ci : « Les marchands de sommeil sont des escrocs, des bandits, ce sont des personnes qui exploitent la misère des gens… »
On définit l'insalubrité en France, selon le Code de la santé publique, comme : « Est insalubre tout immeuble, bâti ou non, dangereux pour la santé des occupants ou des voisins du fait de son état ou de ses conditions d'occupation ». Cette définition restant plutôt floue, ce sont les agents communaux et la DDASS qui gèrent et jugent au cas par cas. L'insalubrité désigne des bâtiments comme dégradés mais garde des contours variables selon l'époque et le lieu géographique.
Un hébergement indécent est soit trop exigu, soit insuffisamment équipé, soit insalubre, soit dangereux. Il peut même être incompatible avec la dignité humaine.
Le locataire du parc HLM qui sous-loue des chambres dans des conditions indécentes est ainsi lui aussi considéré comme un marchand de sommeil. Mais le marchand de sommeil est le plus souvent, propriétaire d'un bien immobilier, soit en propre soit au travers d'une SCI, qui le loue par parties à des personnes principalement en difficulté sociale. Les biens sont vétustes, insalubres, peu ou pas entretenus, et ont été divisés de manière à générer le plus de revenus possibles en maximisant le nombre de locataires. En France, en 2016, le nombre de logements sans confort et surpeuplés s'élève à 2 879 000 selon les chiffres donnés par l'INSEE.
En France, les marchands de sommeil peuvent acheter des maisons individuelles, louer les pièces à différents ménages, favorisant ainsi la suroccupation, l'insalubrité du bâtiment. Dans les copropriétés, les marchands de sommeil, propriétaires de plusieurs appartements, ne règlent pas leurs charges et ainsi, la copropriété entre dans le cercle vicieux de la détérioration, le délabrement favorisant ainsi la dégradation et l'insalubrité de ces dernières comme la cité du Chêne-Pointu à Clichy-sous-Bois, mais aussi d'autres plus petites, comme les 63 et 65 rue d'Aubagne à Marseille, et deviennent des copropriétés dégradées.
En Suisse, on parle également de marchands de sommeil pour qualifier les bailleurs ou propriétaires qui spéculent et louent des biens à des prix déraisonnables.
Les marchands de sommeil sont des acteurs qui entretiennent le mal-logement. Ils font donc l'objet de politiques de lutte contre ce mal-logement par des législations particulières qui visent à réprimander ses acteurs, notamment par un éclaircissement de la définition de l'insalubrité des logements. Des exigences minimales en matière de confort thermique sont également imposées et permettront d'éviter de placer les locataires en situation de précarité énergétique. Ainsi, en France, la mise en location de logements classés G, F et E lors du diagnostic de performance énergétique (DPE), familièrement qualifiés de «passoires thermiques», sera interdite à partir de 2025 pour les logements de classe G, de 2028 pour les logements de classe F et de 2034 pour les logements de classe E,.

## Législation de lutte contre les marchands de sommeil

### Lois
La première loi sur le logement insalubre date du 13 avril 1850.
Le législateur s'est spécifiquement attaqué aux marchands de sommeil avec l'article 225-14 du nouveau Code Pénal entré en vigueur en 1994. Cet article punit la soumission de personnes vulnérables à des conditions d'hébergement incompatibles avec la dignité humaine. Dans le cadre de la répression de l'aide au séjour irrégulier des étrangers, l'article 21 de l'ordonnance du 2 novembre 1945 punissait ceux qui fournissent un hébergement contraire à la dignité humaine aux personnes physiques étrangères démunies de titres de séjour régulier sur le sol français. Depuis 2005, cet élément a été codifié à l'article L 622-5 3° du CESEDA (Code de l'Entrée et du Séjour des Étrangers et de l'Asile), avec possibilité de confisquer le local ayant servi à commettre l'infraction (prévue par les articles 28 à 30 de la loi no 2003-1119 du 26 novembre 2003).
La loi no 2000-1208 du 13 décembre 2000 dite SRU Loi relative à la solidarité et au renouvellement urbains a initié une répression des marchands de sommeil louant malgré des injonctions de travaux pour péril ou insalubrité. Elle a été complétée par l'ordonnance du 1er septembre 2005 (no 2005-1087), par l'ordonnance 2005-1566 du 15 décembre 2005 et par la loi MOLLE (Mobilisation pour le Logement et la Lutte contre l'Exclusion) (loi no 2009-323 du 25 mars 2009).
La Loi Duflot, également appelée loi ALUR, prévoit dans un décret de décembre 2016 de décider d'autorisation préalables à la mise en location. Les contrats de location font l'objet d'une vérification par les autorités locales, passant par une déclaration ou une autorisation préalable.
La loi no 2018-1021 du 23 novembre 2018 dite ELAN (Évolution du Logement, de l'Aménagement et du Numérique) comprend un titre spécifique consacré à la lutte contre les marchands de sommeil et introduit une obligation de signalement des marchands de sommeil à la charge des syndics professionnels de copropriété et des agents immobiliers.

#### Principales mesures de la loi Duflot
Les mesures de la loi se déclinent en plusieurs points : l'interdiction aux marchands de sommeil condamnés d'acquérir des biens immobiliers, suspension des allocations logement versées directement aux propriétaires défaillants pour les inciter à les rénover, donner les moyens d'agir aux intercommunalités à la place du préfet. Après l'arrêté de mise en travaux obligatoires, si le délai imparti est écoulé, il y a une astreinte financière de 20 € par jour de retard, jusqu'à la levée de l'arrêté, tant que les travaux n'ont pas été effectués sans préjuger des procédures pénales.

#### Loi ELAN

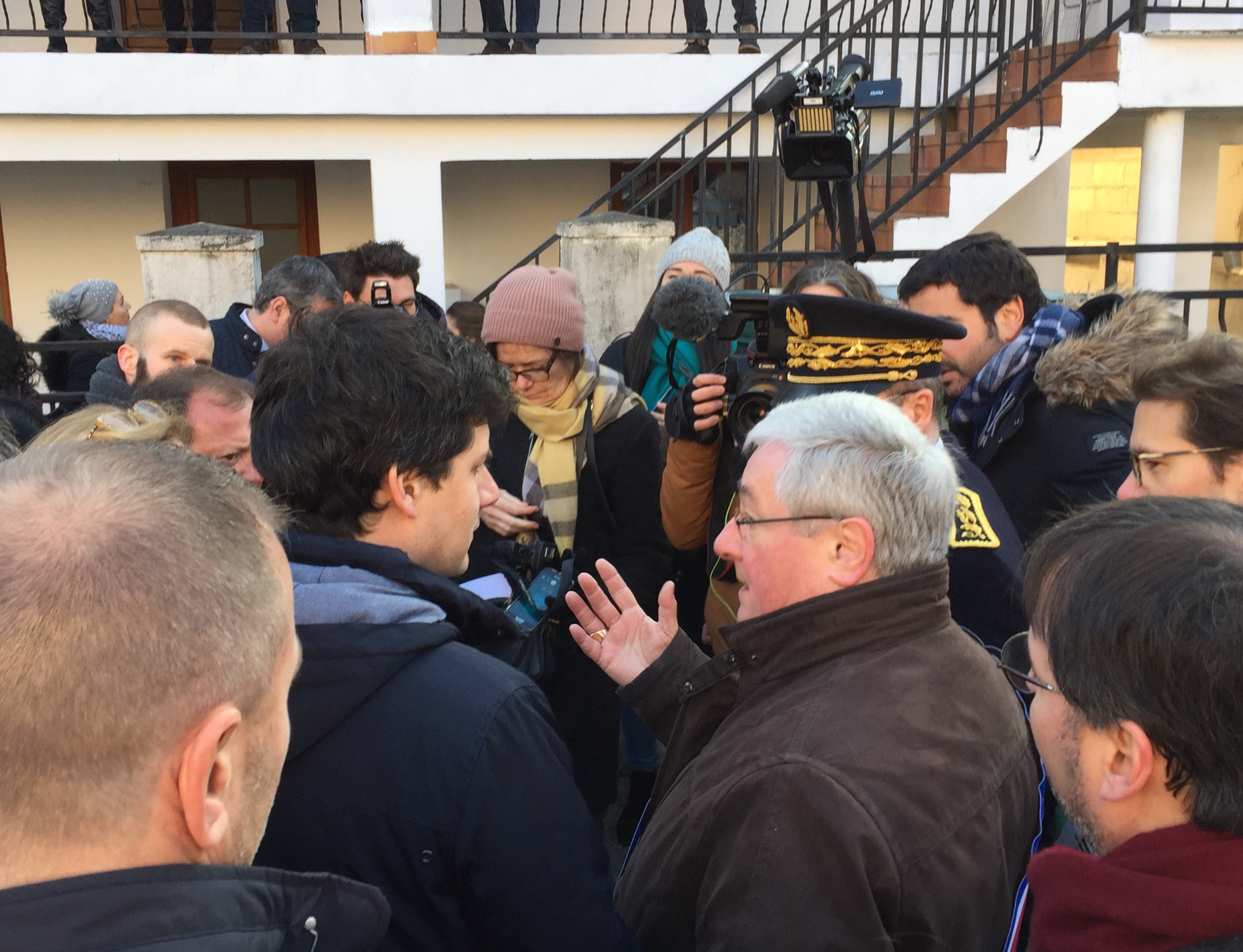
Visite ministérielle de Julien Denormandie en Seine-Saint-Denis en janvier 2019.

Promulguée le 15 novembre 2018, la loi ELAN améliore les dispositifs de lutte contre les marchands de sommeil avec un élargissement des possibilités de saisie des biens et d'interdiction d’acquisition de nouveaux biens pour cinq ans pour les personnes condamnées. En janvier 2019, les ministres du Logement Julien Denormandie et de la Justice Nicole Belloubet signent une circulaire rappelant les mesures de la loi ELAN, ainsi que l’obligation pour les syndics ou les agences immobilières de les dénoncer et le reversement des astreintes journalières aux collectivités.

## Décret 2023-695 favorable aux marchands de sommeil
En août 2023, le gouvernement Borne adopte le décret habitat 2023-695 qui au motif d'harmoniser les exigences contenues dans différents textes va permettre en pratique selon plusieurs medias et associations impliqués dans ce domaine de déclarer habitables des locaux jusqu'à présents impropres, par exemple des logements avec une hauteur sous plafond de 1,80 m.

### Codes
- Code de la santé publique[21]
- Code pénal
- Code de la construction et de l'habitation

## Caractéristiques d'un immeuble ou d'un logement insalubre
Un immeuble ou un logement peut être déclaré insalubre par l'autorité administrative lorsque :
Sur la structure
- Les murs présentent des fissures importantes ou sont lézardés
- Les murs présentent une humidité importante.
- La luminosité et l'éclairement sont insuffisants (comme les caves ou les box par exemple).
- La dimension et l'organisation des pièces ne permettent pas de vivre dignement.
- Il y a présence de plomb ou d'amiante dans les murs.
- L'accès, l'escalier, le pas de porte etc. sont dangereux.

Fluides
- Peu d'équipements (électricité, gaz, chauffage, aération…).
- Pas d'électricité ou électricité défectueuse, dangereuse.
- Pas d'accès à l'eau (ou partiellement) et à l'assainissement.
- Pas d'eau potable. NB : Eau froide obligatoire, l'eau chaude ne l'étant pas[Note 1].

## Signalement et procédure
1. Les actes des marchands de sommeil constituent des délits[23]. Comme tous les délits, ils doivent d'abord être signalés au Procureur de la République[24] ou au juge d'instruction si celui-ci a été désigné[25]. Toute dénonciation sur la base de faits que le plaignant sait fallacieux constitue une dénonciation calomnieuse, également pénalement répréhensible[26]. Le justiciable doit donc choisir avec précaution l'article sur lequel il fonde sa plainte au vu de la multiplicité des incriminations possibles. La connaissance par la personne qualifiée de marchand de sommeil de la non décence du logement est essentielle et doit être prouvée. Le fait pour un locataire de s'introduire dans un local non décent mais qui ne faisait pas partie des locaux loués ne permet pas de qualifier un bailleur de marchand de sommeil[27].
2. Concernant les marchands de sommeil, une obligation de signalement spécifique pèse sur les syndics professionnels de copropriété[28] et sur les professionnels de l'immobilier[29], en sachant que ces signalements ne visent pas toutes les infractions et que les sanctions au défaut de signalement ne sont pas précisées[30].
3. Le signalement doit être en fait auprès des services de la mairie du logement, par le locataire ou toute autre personne ayant connaissance de l'existence d'un logement considéré comme insalubre[31].
4. Le service communal d'hygiène et de santé (SCHS) ou l'agence régionale de santé (ARS) interviennent et réalise un rapport qui constate, ou non, une insalubrité.

- Si le rapport conclut à une indécence, le dossier d'insalubrité est classé sans suite.
- Si le rapport conclut à une insalubrité remédiable :
  - Le propriétaire est mis en demeure, par le préfet, d'effectuer les travaux prescrits dans l'arrêté préfectoral.
  - Si le propriétaire n'effectue pas les travaux exigés dans le délai imparti, les services du préfet les effectuent d'office, aux frais du propriétaire, et le propriétaire peut faire à cette occasion l'objet de poursuites pénales. Le préfet peut faire appliquer une amende d'un montant maximal de 1 000 € par jour de retard.

- Si le rapport conclut à une insalubrité irrémédiable :
  - L'arrêté préfectoral indique alors une interdiction définitive d'habiter dans les lieux, et le propriétaire a pour obligation de trouver un logement à son locataire. Il doit, en outre, payer l'équivalent de 3 mois à 1 an du nouveau loyer à titre d'astreinte et de dédommagement.

L'arrêté préfectoral d'insalubrité peut indiquer que le loyer versé par les occupants cessera d’être dû jusqu'à la prise d'un arrêté préfectoral de levée d'insalubrité, après constatation par les services de l’État, ou jusqu'au jour du relogement définitif du locataire en cas d'interdiction d'habiter. En revanche, les charges restent dues.

## Quelques exemples de logements insalubres
Les caves, vérandas, garages et cabanes de jardin réaménagés font partie des locaux loués, à prix d'or et à des prix prohibitifs, par les marchands de sommeil.
À Stains, pour un cabanon insalubre d'une dizaine de mètres carrés, la locataire paie 450 euros mensuels.
À Maisse, dans le département de l'Essonne, un marchand de sommeil louait, malgré plusieurs interdictions « 7 logements dans des conditions contraires à la dignité humaine, à des locataires socialement fragiles, dont deux familles avec de jeunes enfants, situés au sein d'un pavillon découpé en plusieurs appartements, qui avaient fait l'objet de plusieurs arrêtés d'insalubrité et d'un arrêté de péril »[réf. nécessaire].
En novembre 2018, un marchand de sommeil âgé de 68 ans est condamné par le tribunal correctionnel de Paris à 2 ans de prison pour avoir loué, dans le 12e arrondissement de Paris, un local commercial transformé en chambres insalubres.
Ces taudis ne se trouvent pas exclusivement en France métropolitaine. Les DOM-TOM ne sont pas en reste[réf. nécessaire].
À Marseille, le jeu Taudis-Poly, créé par l'association Didac'Ressources, présente les logements insalubres de la ville.
L'effondrement des immeubles rue d'Aubagne à Marseille : il s'agissait de deux immeubles vétustes du centre-ville, aux nos 63 et 65 rue d'Aubagne, dans le quartier de Noailles. Le no 63, inoccupé, appartenait depuis 2016 à la société d'économie mixte Marseille Habitat ; le no 65 était une copropriété habitée.

## Lutte contre les marchands de sommeil
- En 2011, le maire de Gennevilliers, Jacques Bourgoin, assigne un marchand de sommeil au tribunal de Nanterre[35].
- En 2012, à Ivry-sur-Seine, les locataires de l'immeuble et le DAL 94 assignent un marchand de sommeil au tribunal de Créteil[36],[37]
- En 2012, un incendie au 39 rue Gabriel-Péri, à Saint-Denis, fait 2 morts et 16 blessés[38],[39],[40],[41]. Les propriétaires de l'immeuble frappés par une procédure d'interdiction d'habitation, organisaient l’endettement de la copropriété[41].
- En 2013, la mairie d'Aubervilliers assigne un marchand de sommeil, assujetti à l'ISF, au tribunal de Bobigny[42].
- En 2015, l'opération anti-terroriste du 18 novembre à Saint-Denis permet de mettre au jour un immeuble insalubre qui était géré par un marchand de sommeil[43].
- En 2016, à Saint-Denis, un incendie qui a fait 5 morts et 11 blessés permet de mettre au jour un cabinet de gestion immobilière spécialisé depuis longtemps dans la location de logements insalubres[41],[44],[40]
- En 2017, le conseil régional d'Île-de-France débloque 20 M€ pour lutter contre les marchands de sommeil[45].
- En 2017, le maire du Blanc-Mesnil déclare vouloir « pourrir la vie aux marchands de sommeil »[46].
- En 2017, un couple de marchands de sommeil de Saint-Étienne, louait 40 appartements à des trafiquants et des ressortissants albanais sans-papiers[47].
- En février 2018, le marchand de sommeil Michel Zaghdoun écope de deux ans de prison avec sursis et 500 000 euros d'amende pour loger une soixantaine de familles dans des conditions déplorables rue Marx-Dormoy dans le 18e arrondissement de Paris[48].
- En novembre 2018, un marchand de sommeil âgé de 68 ans est condamné à 2 ans de prison pour avoir loué, dans le 12e arrondissement de Paris, un local commercial transformé en chambres insalubres par le tribunal correctionnel de Paris[49].
- En novembre 2018, le marchand de sommeil et ancien médecin Helmi Boutros, âgé de 66 ans, est assigné au tribunal pour avoir logé 75 locataires dans des conditions indignes dans sa clinique de Neuilly-sur-Marne[50],[51]. Il est condamné en janvier 2019 à 3 ans avec sursis pour « conditions d'hébergement indigne », 150 000 euros d'amende, et à verser environ 120 000 euros de dommages et intérêts à la mairie et dix familles parties civiles[52].
- En octobre 2020, un marchand de sommeil est condamné par le Tribunal de Grande Instance de Bobigny à 6 mois de prison ferme, sa femme étant condamnée à 4 mois de prison avec sursis. Le couple avait divisé un pavillon en douze logements et percevait pour chaque logement entre 500 et 800 euros par mois, ce qui lui assurait un revenu de 78 000 euros. Il n'y avait ni chauffage, ni ventilation et l'installation électrique était dangereuse. Le Tribunal a ordonné la confiscation du pavillon[53].

Dans le cadre de la lutte contre l’habitat indigne, la Société Française de Santé Publique contribue avec la Société Francophone de Santé-Environnement et la Société Française de Pédiatrie aux travaux et réflexions sur des évolutions réglementaires et organisationnelles. Elle rappelle le rôle des acteurs de santé dans la lutte contre l’habitat insalubre et propose des recommandations pour guider la réforme des politiques publiques dans ce sens[source insuffisante].